# Pogliana (Croazia)
Pogliana (in croato Povljana) è un comune della Croazia della regione zaratina, si trova nell'Isola di Pago (in croato Pag). Al censimento del 2011 possedeva una popolazione di 759 abitanti.

## Località
Il comune di Pogliana non è suddiviso in frazioni.